# Lokomotiva E 666.0
Lokomotivní řada E 666.0 je italského původu. Touto řadou byly označeny čtyři elektrické lokomotivy italské řady E626, které byly na území Československa zavlečeny za 2. světové války. Jednalo se konkrétně o stroje inventárních čísel 017, 019, 021 a 024. V roce 1951 byly tyto lokomotivy předány ČSD a v následujících dvou letech byly v dílnách v Nymburce a České Třebové opraveny a přepojeny na napájecí napětí 1500 Vss používané na pražských spojkách. Lokomotivy dostaly v uvedeném pořadí označení E 666.001 – E 666.003, stroj E626.024 byl zrušen a využit na náhradní díly.
15. května 1962 byl poslední zbytek pražského železničního uzlu přepojen na napětí 3000 V. Přestože byly tyto lokomotivy původně určeny pro napětí 3000 V, nebyly již přepojeny zpět a spolu s většinou ostatních lokomotiv na 1500 V a akumulátorovými lokomotivami byly zrušeny.